# Wera Jewgenjewna Gawrilowa
Wera Jewgenjewna Gawrilowa (russisch Вера Евгеньевна Гаврилова, wiss. Transliteration Vera Evgen'evna Gavrilova; * 17. August 1947 in Leningrad, RSFSR als Wera Gruschkina russisch Грушкина, englisch Grushkina) ist eine ehemalige russische Leichtathletin, die für die Sowjetunion im Hochsprung an den Start ging.

## Sportliche Laufbahn
1968 nahm Wera Gawrilowa bei den Olympischen Sommerspielen in Mexiko-Stadt an und gelangte dort mit übersprungenen 1,71 m im Finale auf den zwölften Platz. 1971 gewann sie bei den Halleneuropameisterschaften in Sofia mit 1,80 m die Silbermedaille hinter der Tschechoslowakin Milada Karbanová. Im Sommer gelangte sie dann bei den Freiluft-Europameisterschaften in Helsinki mit 1,70 m auf Rang 18.
1971 wurde Gawrilowa sowjetische Meisterin im Hochsprung.